# Nordkampen
Nordkampen ist ein Ortsteil der Stadt Walsrode im niedersächsischen Landkreis Heidekreis. 

## Geografie
Nordkampen liegt 10 km westlich vom Kernort Walsrode. Das Geestdorf ist von kleinen Hügeln, Feldern, Wiesen, Moor und Wald umgeben.
Nachbarorte sind – von Norden aus im Uhrzeigersinn – Hamwiede, Vethem, Südkampen, Stemmen und Neddenaverbergen.
Die westlich verlaufende Lehrde bildet den Grenzfluss zwischen den Landkreisen Heidekreis und Verden. Durch Nordkampen fließt der Tharansgraben.

## Geschichte
Der Ort wurde zusammen mit Südkampen erstmals 1255 in der Urkunde Nr. 43 des Walsroder Klosters erwähnt. Ein Feld bzw. Ackerland (lat. campus) führte zur Namensgebung dieser Dörfer. Die Himmelsrichtungen Nord bzw. Süd veranschaulichen die topografische Trennung. Früher gab es auch die Bezeichnungen „Swattencampen“ für Nordkampen und „Wittencampen“ für Südkampen.
An der Kreisgrenze zum Landkreis Verden befindet sich ein Snedenstein aus dem 16. Jahrhundert, Relikt einer Grenze (Snede = Schneide), die laut einer gefälschten Urkunde von 1147/1150 schon zu Zeiten Karls des Großen bestanden hat. Bereits in dieser Urkunde, deren Original sich im Staatsarchiv Stade befindet, taucht der Name Campen auf.
Seit der Gebietsreform, die am 1. März 1974 wirksam wurde, ist die vorher selbstständige Gemeinde Nordkampen einer von 23 Ortsteilen von Walsrode.

## Politik
Ortsvorsteher ist seit dem 1. November 2016 Reiner Störk.

## Kultur und Sehenswürdigkeiten
- Als Wahrzeichen des Dorfes steht in Richtung Vethem eine flügellose Windmühle.
- Mehrere Gebäude, wie das Herrenhaus von Brandts sowie das Hofcafé von Weetmüllers, stehen unter Denkmalschutz.

Vereine wie der Schützen-, Sport- und der Dörpsverein sowie die Freiwillige Feuerwehr Nordkampen und Bäumepflanzer bereichern das kulturelle Leben. Festlichkeiten sind Osterfeuer, Straßenfeste, Schützenfest, Pfingstbäume holen, die Sportwoche, das Erntefest, die Nordkämper Hobbymeile und der Laternenumzug.

## Wirtschaft und Infrastruktur
Nordkampen liegt fernab des großen Verkehrs. Die Bundesautobahn 27 verläuft 3 km entfernt nördlich. Die von Walsrode über Rethem nach Nienburg führende Bundesstraße 209 verläuft südwestlich, 5 km entfernt. Eine Landesstraße, die L 160, verläuft südlich in 2 km Entfernung von Verden nach Kirchboitzen.
In Nordkampen gibt es keine Straßenbezeichnungen, sondern nur Hausnummern, nach denen sich Einwohner, Postboten, Lieferanten und Besucher orientieren müssen.